# Sluga gosudarev
Sluga gosudarev (Слуга государев) è un film del 2007 diretto da Oleg Rjaskov.

## Trama
Il film è ambientato nel 1709, quando l'Europa fu dilaniata dalle guerre civili. Due nobili francesi litigarono per un gioco di carte e violarono il divieto di duello, a seguito del quale uno di loro andò a servire alla corte dello zar russo Pietro il Grande e l'altro alla corte del re svedese per spiare per la Francia. In Russia, nel frattempo, circolano voci sul mistico cavaliere nero, a causa del quale le persone scompaiono.